# Dolné lazy
Dolné lazy je chráněný areál v katastrálním území obce Závada v okrese Topoľčany v Nitranském kraji na Slovensku. Chráněné území bylo vyhlášeno v roce 2010 a jeho rozloha je 7,26 hektaru. Předmětem ochrany je biotop s výskytem porostu jalovce obecného (Juniperus communis).

## Přírodní poměry
Nachází se v okrese Topoľčany v Nitranském kraji v katastrálním území obce Závada. Podle regionálního geomorfologického členění Slovenska leží na hranici dvou celků Považský Inovec, podcelek Nízký Inovec a celku Podunajská pahorkatina, podcelek Nitranská pahorkatina, okrsku Bojnianská pahorkatina. Chráněné území leží v nadmořské výšce 245–290 m. Podloží tvoří dolomity a vápence mezozoika a terciérní usazeniny. 

## Předmět ochrany
Předmětem ochrany jsou biotopy, které představují porosty jalovce obecného (Juniperus communis) jako pozůstatek dřívějších pastvin. Dále lokality s výskytem orchidejí z čeledi Orchideaceae, také tořič včelonosný (Ophrys apifera) nebo vstavač nachový (Orchis purpurea). Ze suchomilných travin jsou to např. kavyl vláskovitý (Stipa capillata), kostřava žlabkatá (Festuca rupicola), smělek štíhlý (Koeleria macrantha) z bylin podkovka chocholatá (Hippocrepis comosa), zvonek sibiřský (Campanula sibirica), chrpa latnatá (Acosta rhenana) aj. Chráněný areál je zařazen do soustavy NATURA 2000.